# Jean-Jacques Meynier
Jean-Jacques Meynier (* 26. August 1710 in Offenbach am Main; † 9. Oktober 1783 in Erlangen) war ein deutscher Hugenottennachfahre, Universitätslektor, Grammatiker und Romanist.

## Leben und Werk
Meynier wurde 1738 Kantor der französisch reformierten Gemeinde in Erlangen. In der 1743 gegründeten Universität Erlangen war er von Beginn an bis zu seinem Tod Lektor für Französisch. Er kommentierte 1746 die aus der Schenkung des Kanzlers Daniel de Superville an die Universität gekommene Grammatik von Port-Royal und bearbeitete die zu seiner Zeit verbreitete Grammatik des Robert Jean Des Pepliers. Die Nouvelle Biographie générale von Ferdinand Hoefer widmete ihm einen Artikel (Bd. 35, 1861, Sp. 291–292).

Jean-Jacques Meynier war der Vater von Johann Heinrich Meynier.

## Werke
- L’illusion combattue, Erlangen 1741
- (Hrsg.) Grammaire Générale Et Raisonnée. Ouvrage de L’Invention Du Grand Arnaud, Et De La Composition De Dom Cl. Lancelot. Nouvelle édition revue, corrigée et augmentée d’un grand nombre de remarques très utiles et curieuses, Erlangen 1746
- Recueil-curieux de plusieurs pièces intéressantes, tant politiques, qu’écléssiastiques, literaires et poëtiques, Erlangen 1746
- Discours académiques sur les grammaires françaises, Erlangen 1763
- La grammaire française réduite à ses vrais principes, ouvrage raisonné = Die auf ihren wahren Gründen ruhende französische Grammatik, in zwey Theile getheilet, ein theoretischer und practischer,  alles nach dem Grundriß der Grammaire des Herrn Des Pepliers ganz neulich hrsg., Erlangen 1767 (Theoretischer Teil noch 1781, 1797; Praktischer Teil noch 1776, 1783, 1798)
- Etymologische Tabellen der französischen Sprache mit kleinen Aufgaben zur Anwendung und Uebung der etymologischen und vieler syntactischen Regeln für Anfänger besonders auf Schulen und Gymnasien, um in kurzer Zeit eine gründliche Kenntniß von den Hauptregeln der französischen Sprache zu erlangen; Alles nach den Grundregeln meiner Grammaire und andern grammaticalischen Schriften, Nürnberg 1775
- Neuvermehrte deutsch-französische Gespräche mit grammaticalischen Anmerkungen; dann sinnreiche Einfälle, wie auch kaufmännische und andere Briefe nach der neuesten Art eingerichtet und addreßiret werden müssen, Nürnberg 1778